# Marcel Amont
Marcel Amont nacido como Marcel Jean-Pierre Balthazar Miramon (Burdeos, 1 de abril de 1929-Saint-Cloud, 8 de marzo de 2023), fue un cantante y compositor francés en el ámbito de la canción popular y la chanson.

## Carrera musical
A lo largo de sus sesenta años de carrera musical recibió varios discos de platino y discos de oro. Sus canciones más conocidas son Bleu, blanc, blond, Dans le coeur de ma blonde y L'amour ça fait passer le temps, este tema fue adaptado al español por Luis Aguilé como La vida pasa felizmente. Amont publicó 32 álbumes, y fue uno de los cantantes de protesta tras la Guerra de Vietnam. Grabó tres discos en el Olympia de París. 
En 1975 Georges Brassens le ofrece para su interpretación el tema Le chapeau de Mireille con la que Amont tiene gran éxito.

## Discografía
- 1958: A l'Olympia (en vivo)
- 1959: Bleu, blanc, blond
- 1961: Dans le coeur de ma blonde
- 1961: Marcel Amont
- 1962: Récital 1962
- 1962: Un mexicain
- 1962: Ferme tes jolis yeux
- 1962: Nos chansons de leurs 20 ans
- 1963: Fantaisie sur des airs d'opérettes
- 1963: Le barbier de Seville
- 1965: Olympia 64
- 1965: Ah c'qu'on a rigolé dimanche
- 1965: Chansons des iles et d'ailleurs
- 1967: Olympia 67
- 1970: Amont-Tour
- 1975: Pourquoi tu chanterais pas?
- 1976: A Bobino
- 1979: Un autre Amont
- 1982: D'hier - d'aujourd'hui
- 2006: Décalage Horaire
- 2017: L'éternel amoureux (Compilación)
- 2018: Intégrale 1956-1962 (Compilación)

## Premios
- 1956 Grand Prix du Disque
- Prix Vincent-Scotto de la SACEM en 1972 en L'amour ça fait passer le temps
- Orden de las Artes y las Letras